# 짐 매그레인
제임스 유진 매그레인(영어: Jim Eugene Magrane, 1978년 7월 23일 ~ )는 미국의 야구 선수이다. CPBL 전 슝디 엘리펀츠의 선수이다.

## 약력
2004년부터 2007년까지 마이너리그에서 활동했던 그는 활약이 좋지 못해서 2008년부터는 독립리그로 내려왔고 2008년~2009년 선발투수로 활동하며 각각 2008년 158이닝 4.97 9승 11패, 2009년 183이닝 2.70 15승 4패를 거두며 호투를 했다. 2009년에는 다승,방어율, 탈삼진 3개 부문에서 1위를 달성 트리플 크라운을 달성하고 대만리그 슝디 엘리펀츠에 입단하여 192이닝 2.25 11승 9패를 달성하였다.
2011년부터는 SK 와이번스로 이적하여 선발투수로서 자리잡는듯 하였으나 53 2/3이닝동안 5.37 2승 6패를 달성하고 퇴출되었다. 2012년 슝디 엘리펀츠와 계약하여 재입단하였고 성적은 29경기 11승 12패 4.08의 방어율을 기록했고 2013년 시즌 재계약에 실패했다.
2013년에는 이탈리아리그로 건너가 7승 1패 ERA 2.19 등으로 활약.

## 플레이 스타일
189cm의 큰 키와 매그레인 스스로 "코너워크가 강점"이라고 말할 정도로 안정된 제구력과 다양한 변화구를 가지고 있다. 140km 초, 중반대의 평범한 직구를 가지고 있고, 구위가 약하다는 평가가 있지만 선발투수로서 체격조건과 제구력이 안정되었다는 평가가 있고 큰 경기에 강한 모습을 보여 2010년 대만시리즈에서 2승을 챙기며 MVP에 올랐다.

## 통산기록

### KBO
| 년도 | 팀    | 평균자책 | 경기수 | 승 | 패 | 세 | 홀드 | 완투 | 완봉 | 이닝   | 피안타 | 피홈런 | 4사구 | 탈삼진 | 실점 | 자책점 | 비고 |
| ---- | ----- | -------- | ------ | -- | -- | -- | ---- | ---- | ---- | ------ | ------ | ------ | ----- | ------ | ---- | ------ | ---- |
| 2011 | SK    | 5.37     | 16     | 2  | 6  | 0  | 0    | 0    | 0    | 53 2/3 | 63     | 9      | 23    | 38     | 32   | 32     | 퇴출 |
| 통산 | 1시즌 | 5.37     | 16     | 2  | 6  | 0  | 0    | 0    | 0    | 53 2/3 | 63     | 9      | 23    | 38     | 32   | 32     |      |

## 같이 보기
- 케니 레이번
- 올랜도 로만
- 게리 글로버
- 가도쿠라 겐
- 브라이언 고든
- 브래드 토머스
- 대만 프로 야구  (짐 매그레인 성적)